# Šurkovac
Šurkovac je naselje u općini Prijedor (Republika Srpska, BiH).

## Stanovništvo
Prema popisu iz 1991. godine nacionalni sastav je bio sljedeći:
- Hrvati - 457
- Jugoslaveni - 13
- Srbi - 8
- ostali - 11

Ukupno - 489

## Poznate osobe
- fra Ivo Pavić, rkt. svećenik, župnik

## Znamenitosti
- Crkva Presvetog Srca Isusova u Šurkovcu